# Tart-le-Haut
Tart-le-Haut foi uma antiga comuna francesa na região administrativa da Borgonha-Franco-Condado, no departamento de Côte-d'Or. Estendia-se por uma área de 10,32 km². Em 2010 a comuna tinha 1 612 habitantes (densidade: 156,2 hab./km²).
Em 1 de janeiro de 2019, passou a fazer parte da nova comuna de Tart.